# 朱彥汰
岷靖王朱彥汰（1479年—1544年），号雪峰道人，明朝宗室、詩人，簡王朱膺鉟的庶第一子，明太祖朱元璋之来孙，第五代岷王。

## 生平
成化十六年（1480年）四月，明朝廷為其賜名彥汰，朱彥汰早年獲封江陵王，后来改封岷世子，并于弘治十六年（1503年）十二月，晉封岷王。嘉靖二年（1523年）六月，明世宗接受朱彥汰的請求，賞賜他《皇明祖訓》、《四書五經》、《通鑑綱目》等典籍各一部。
朱彦汰与弟南安王朱彥泥不和，朱彥汰时常欺负朱彦泥，导致后者向朝廷检举其忤逆不孝、欺誑朝廷等事；朱彥汰则奏稱朱彥泥勾結苗人掠夺财产、杀戮无辜、姦淫內亂、大傷國體、不服管教等罪。因此，明世宗命司禮監左少監李瓚等人前去調查，上報情狀，都察院覆議認為兩人舉報都屬實，難以輕縱。嘉靖四年（1525年）閏十二月，明世宗下诏废黜朱彦泥封爵，并由湖廣鎮巡等官押送往鳳陽高墻监禁；朱彥汰则因虐待嫡母等过错，遭革爵为庶人。
朱彦汰被废为庶人后，明世宗令礼部在岷王府内拣选一位宗室作为宗理，代理主持府内事务，当地官吏推举其子善化王朱誉桔，而江川王朱膺鐩、唐年王朱膺錄、長史朱維屏、紀善、唐鑑則各自上疏請求朝廷赦免朱彥汰，恢復封爵，讓他改过自新。朱彥汰也表示认错悔改。但是禮部以為他們的請求皆无法答應，也沒有讓兒子管父親的道理，于是明世宗决定另選宗室奉祀岷國國事。以后朱彦汰的母亲董氏也上表请求朝廷恢复他的封爵，但朝廷仍然不同意。但此後，朝廷仍未選定攝岷國國事者，嘉靖八年（1529年）二月，当地鎮巡官推薦朱彥汰的嫡长子岷世子朱譽榮为王府宗理，但朱譽榮上疏推辭，并表示自己也不能管父親，明世宗認為其言之有理，感情懇切，令禮部重新決定。最终，朱彥汰得以恢復冠帶，管理岷王府事，後又復封岷王。
嘉靖二十三年（1544年），朱彥汰去世，朝廷赐谥号靖，明世宗为之輟朝三日，并遣成安伯郭瓚前往弔唁，并依照典制为他举办葬礼，兩年後其子朱譽榮嗣位為第六代岷王。

## 文学
朱彥汰天資俊逸，博覽群書，長於寫詩作畫，喜好與文人交流，又好遊歷山水，著有《雪峰詩集》八卷，嘉靖十四年（1535年）由其子漢川王朱譽榛編纂出版。朱彦汰也被部分學者视为明朝具有代表性的宗室词人之一，其词作尚存64首，题材涵盖了赠别、祝寿、闲居、咏物、题画等内容。